# Sergio Balanzino

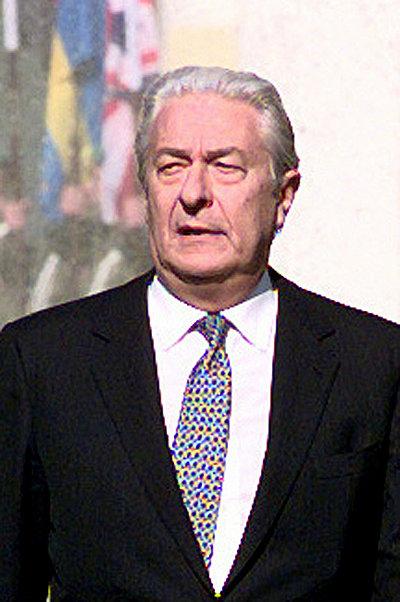
Sergio Balanzino, Oktober 1998

Sergio Silvio Balanzino (* 20. Juni 1934 in Bologna; † 26. Februar 2018 in Rom) war ein italienischer Hochschullehrer, Diplomat und stellvertretender NATO-Generalsekretär.
Balanzino studierte in Rom Rechtswissenschaften und arbeitete dann beim italienischen Außenministerium als Diplomat, insbesondere im Wirtschaftsbereich. In den 1960er Jahren trat er in die Dienste der NATO. In den Jahren danach arbeitete er immer wieder auch für das italienische Außenministerium, zuletzt als Botschafter in Kanada. 1994 übernahm er nach dem Tod des NATO-Generalsekretärs Manfred Wörner vorübergehend dessen Amtsgeschäfte, nach dem Rücktritt von Willy Claes erneut. Balanzino blieb von 1994 bis 2001 als stellvertretender Generalsekretär bei der NATO.
Sergio Balanzino arbeitete als Hochschullehrer am Loyola University Chicago Rome Center in Rom.